# Castello di Grinzane Cavour
Il castello di Grinzane Cavour è una fortificazione situata a Grinzane Cavour in provincia di Cuneo.

## Storia
Estremamente scarse sono le notizie storiche sulle sue origini e vi sono non pochi dubbi sulla sua data di costruzione: c'è chi lo colloca nel XIII secolo e chi sostiene invece che la costruzione della torre risalga al 1350 e il resto ad epoca successiva. È effettivamente probabile che la grossa torre costituisse il primitivo nucleo della costruzione e i successivi corpi l'abbiano quindi completata.
Attorno al Quattrocento il castello e i circostanti terreni appartenevano al marchese di Busca, i cui stemmi nobiliari furono infatti scoperti sotto gli intonaci di alcune stanze.
Il castello passò poi numerosi proprietari dei quali non restano che poche notizie finché, nell'Ottocento il castello ospitò per quasi vent'anni un personaggio del Risorgimento: Camillo Benso, conte di Cavour. Lo statista vi giunse nel 1830, ospite degli zii, la famiglia De Tonnerre.
Incaricato di amministrare questi beni di famiglia, dimostrò capacità organizzativa e apertura verso le nuove acquisizioni scientifiche. Conferì una nuova impronta all'agricoltura locale: tracciò canali, adottò nuovi sistemi razionali di coltivazione, fece piantare duecentomila nuove viti e tentò la coltivazione delle barbabietole. Fu nominato sindaco del piccolo comune nel maggio 1832 a ventidue anni e tale carica mantenne fino al febbraio 1849.
Dal 2014 è patrimonio dell'umanità UNESCO.

## Struttura
Il castello è ben conservato, si presenta come un imponente edificio a pianta rettangolare con un mastio che occupa tutta un'ala, ed una fabbrica a "U" ornata da una serie di torrette: due quadrate e due, esterne e pensili, a pianta rotonda. Molte finestre si aprono sulle facciate principali ad est e ad ovest, due sole sulla facciata a nord, mentre nel versante a sud sono numerose e ordinatamente allineate su tre piani.

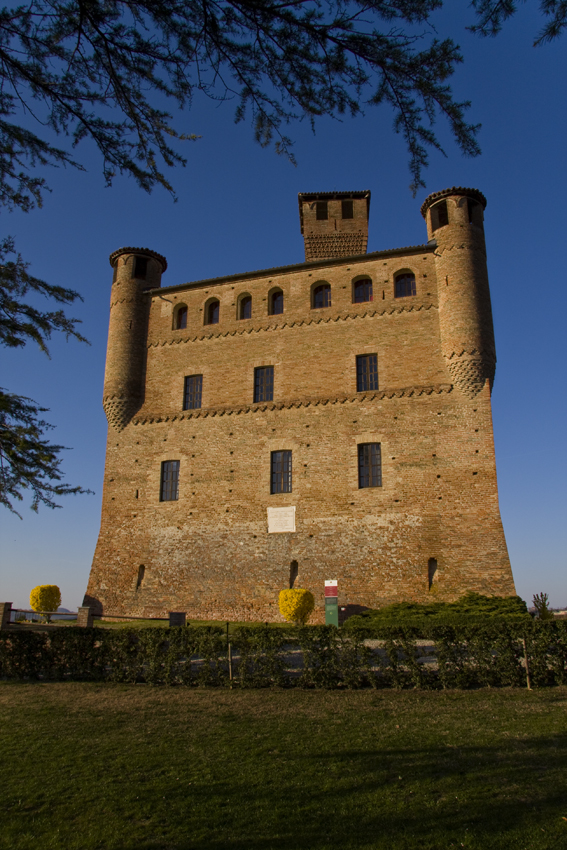
Il castello

Il 23 ottobre 2010 è stato inaugurato un nuovo edificio, progettato dall'architetto Giorgio Teggi. La nuova ala è costruita all'interno della collina sulla quale si erge l'antico maniero e  include uffici ed ambienti polifunzionali: una Sala Didattica da 60 posti ed una Sala Congressi con oltre 250 posti a sedere e attrezzature audio e video.
In occasione dell'inaugurazione è stata allestita la mostra Brume di Langa: paesaggi, oggetti, pensieri, a cura dell’interior designer Letizia Rivetti e dello scrittore Giordano Berti.

## Eventi
Ogni anno, agli inizi di novembre, nel castello di Grinzane Cavour si svolge l'Asta Mondiale del Tartufo Bianco  d'Alba, che vede la partecipazione di famose personalità della politica italiana, della cultura e del jet set internazionale.
L'Asta non ha finalità di lucro, in quanto il ricavato dalla vendita degli esemplari di tartufo bianco (Tuber Magnatum Pico) viene interamente devoluto ad Ospedali, Istituti di ricerca medica o altri Enti benefici.

## MuseoIn vigna
Il 19 giugno 2021 è stato inaugurato attorno al castello, un percorso didattico dedicato alla storia del vino ed alla coltivazione della vite.

## Galleria d'immagini

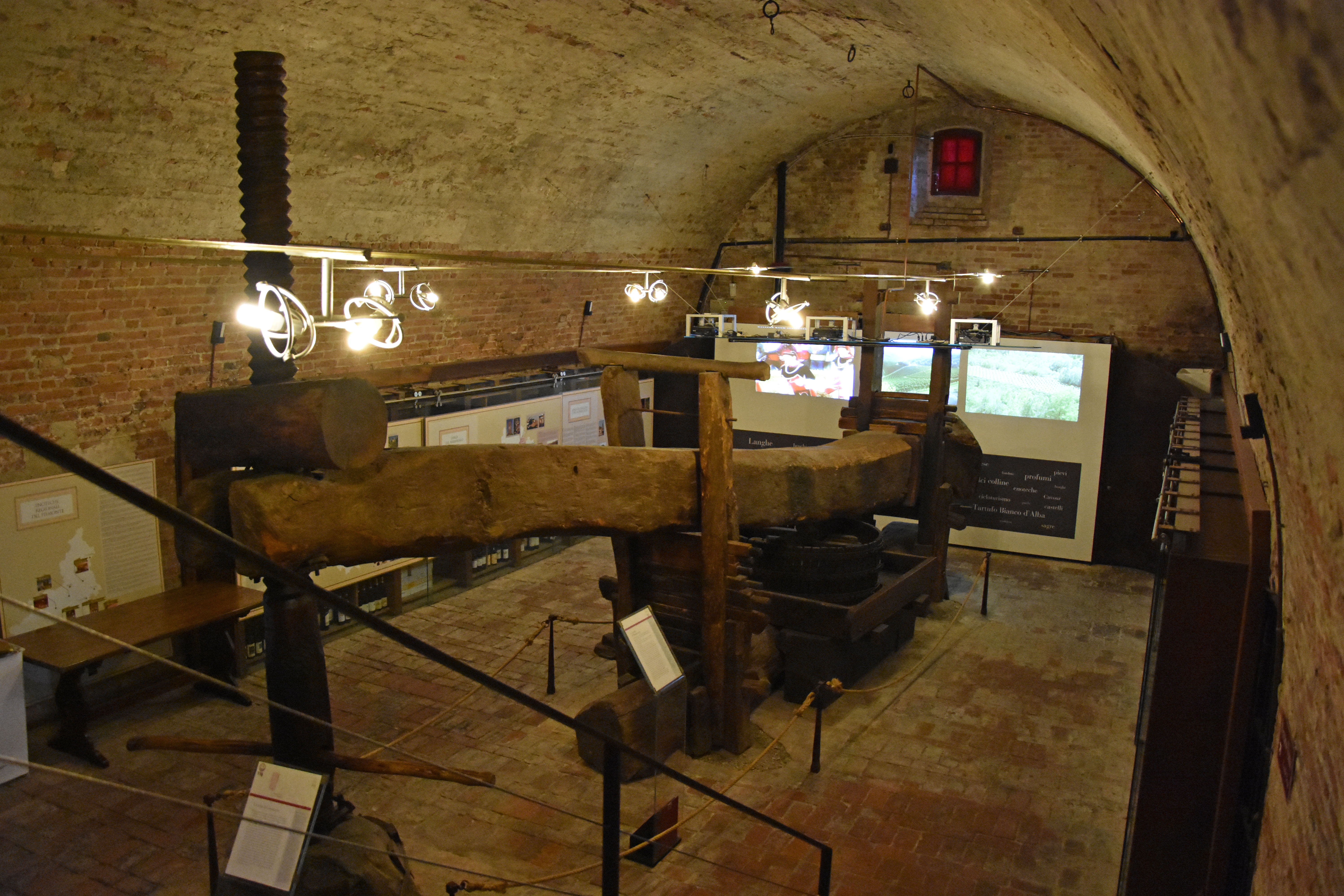
Il torchio del castello
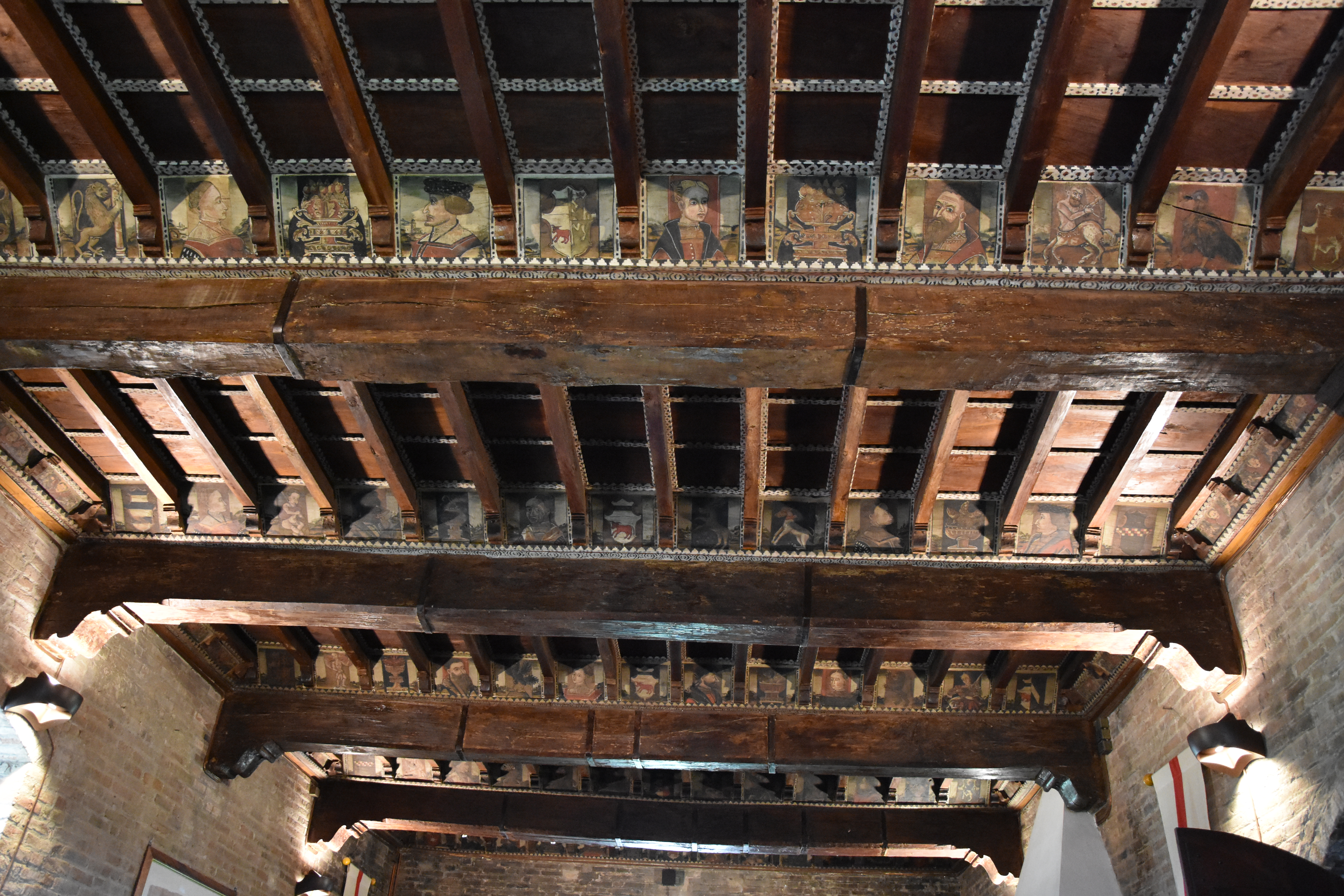
Salone interno
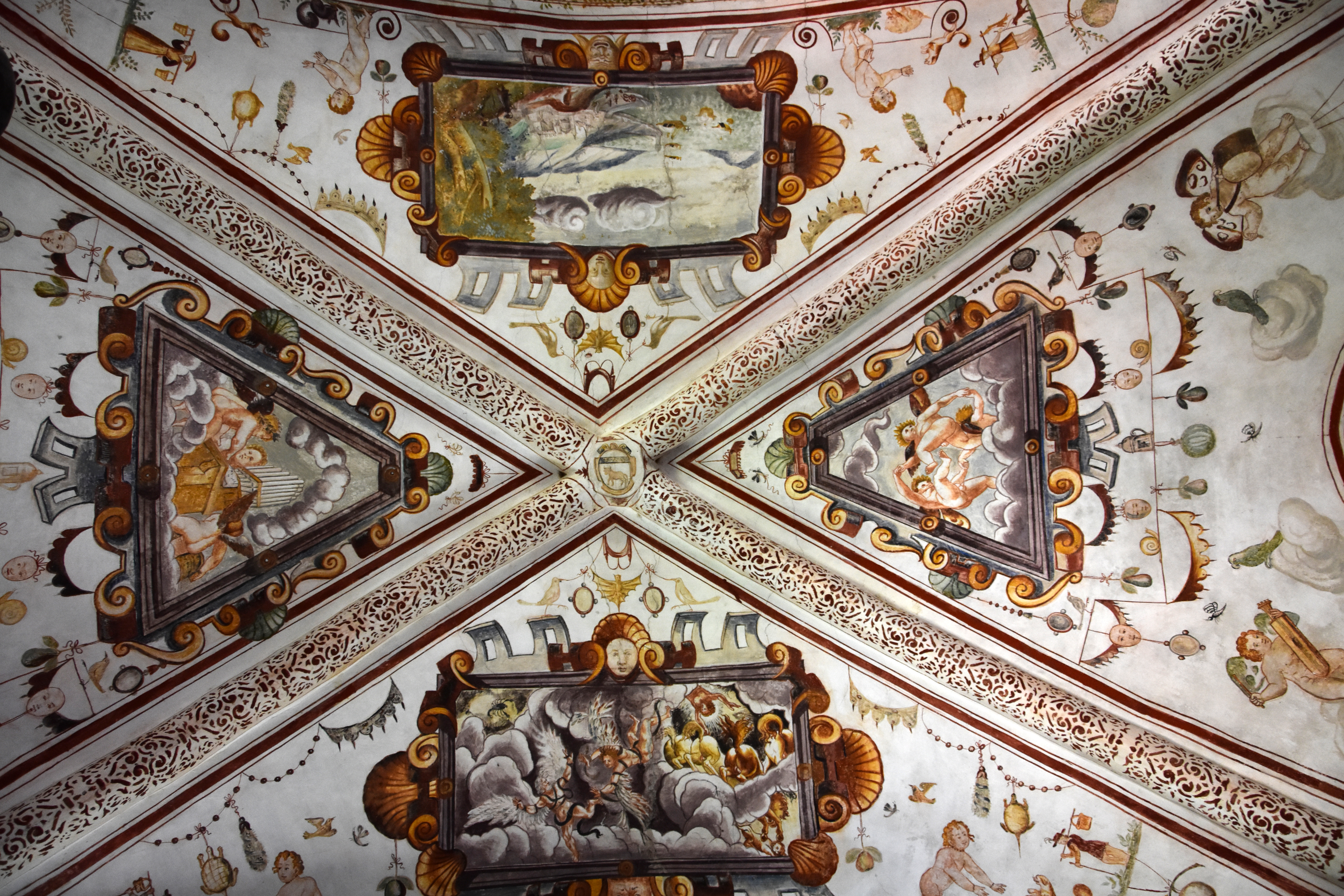
Volta affrescata
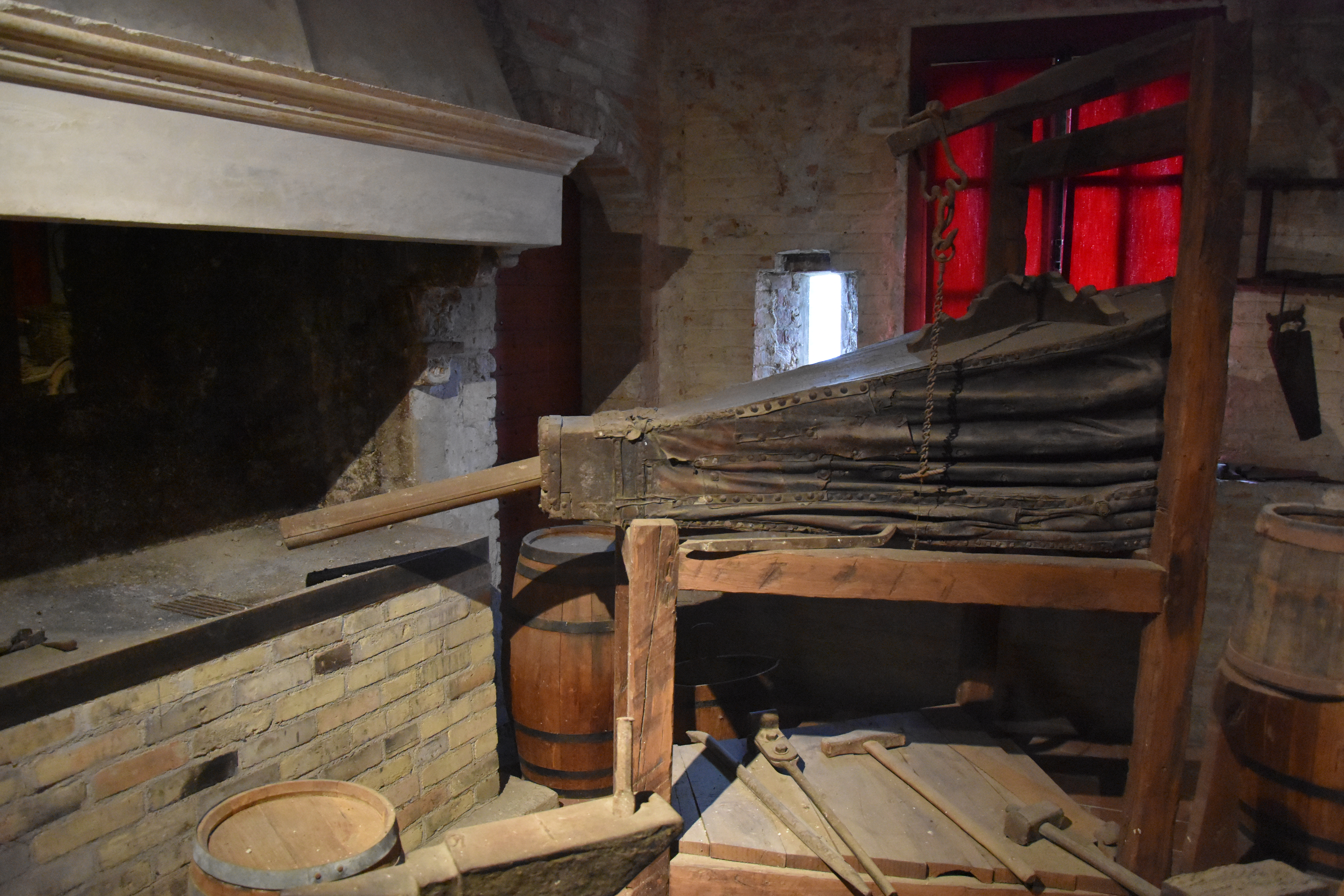
Il museo all'interno del castello
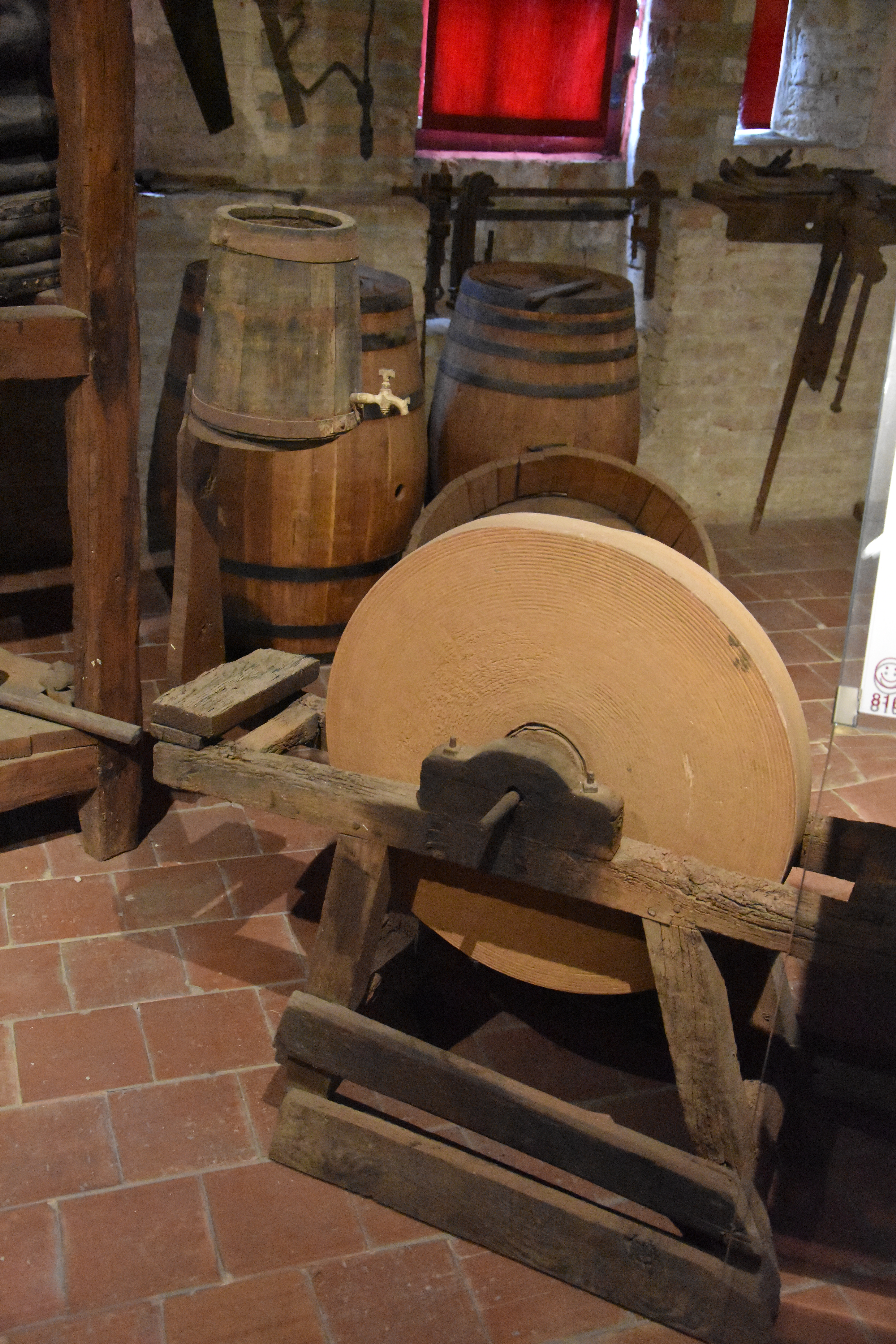
Il museo all'interno del castello
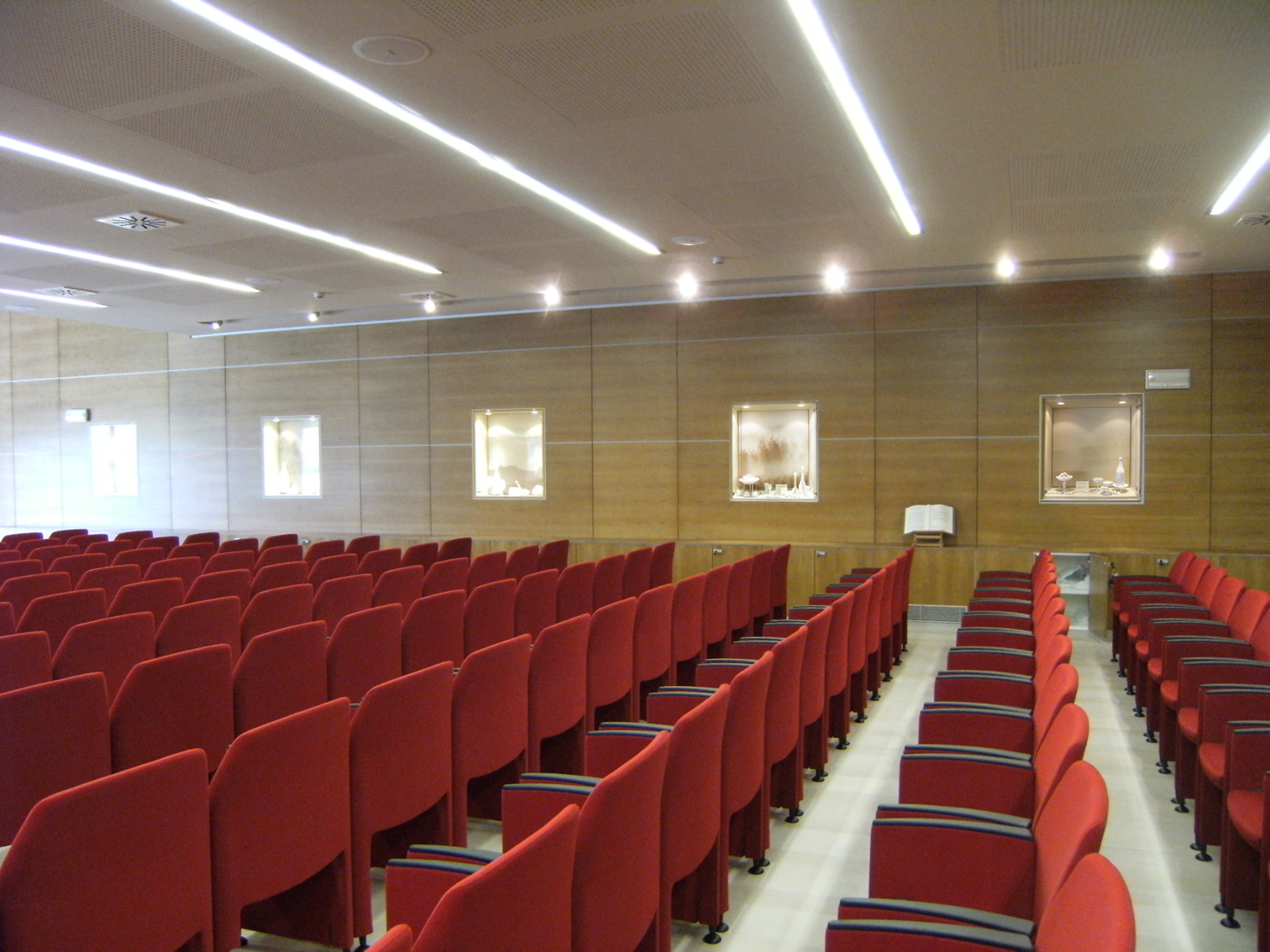
Castello di Grinzane, nuova sala congressi